# Election 2
Election 2 (黑社會:以和爲貴 títol literal: Societat Negra: Harmonia és una virtut), també coneguda com a Triad Election als Estats Units, és una pel·lícula de categoria III| de Hong Kong del 2006 dirigida per Johnnie To amb un gran elenc de conjunt que inclou Louis Koo, Simon Yam i Nick Cheung. Seqüela de la pel·lícula de 2005 Election, la pel·lícula conclou els esdeveniments de la primera pel·lícula centrada en el cap de la tríada Lok, que lluita per ser reelegit quan el seu el termini de dos anys s'acosta al seu final. S'enfronta a la competència de Jimmy, que vol retirar-se de la tríada per ser un home de negocis legítim, però es veu arrossegat al conflicte que envolta les eleccions.
Election 2 va tenir un èxit de taquilla a Hong Kong i es va mostrar com a "Selecció Oficial" al 59è Festival Internacional de Cinema de Canes. Després, es va convertir en un èxit popular al circuit de festivals internacionals.
Stephen Teo, autor de Director in Action: Johnnie To and the Hong Kong Action Film (2007), va escriure que "Election 2 és la pel·lícula més directament política feta a Hong Kong a l'era posterior al 97."

## Argument
Lok, que va ser escollit president de la tríada de Hong Kong Wo Lin Shing durant dos anys a la primera pel·lícula, contempla trencar la tradició buscant la reelecció per a un segon mandat sense precedents. Lok coneix els seus fillols de la tríada, Big-Head, Jet, Jimmy, Kun i Mr. So. Kun, que ha sortit de la presó després dels fets de la primera pel·lícula, declara la seva candidatura a president de la tríada. Kun demana el suport de Lok, però Lok declina. Lok ofereix de manera privada suport a Jet per a la presidència si Jet mata per ell, tot i que Jet és desfavorit pels ancians de la tríada per imprudència.
Els ancians de la tríada veuen a Jimmy com un bon president potencial, ja que s'ha convertit en un home de negocis d'èxit, però Jimmy es nega a presentar-se perquè està intentant canviar la seva activitat empresarial a la Xina continental d'il·legítima a legítima i, per tant, desconfia de deixar les activitats de la tríada afectin el seu negoci. Jimmy promou el membre de la tríada Lik perquè treballi més estretament amb ell. Durant un viatge a la Xina continental per subornar un funcionari local, Jimmy i Lik són arrestats per la policia de la Xina continental. El policia d'alt rang Xi allibera personalment a Jimmy, mentre indica que Jimmy no pot fer negocis a la Xina continental tret que es converteixi en el proper president de Wo Lin Shing, treballi amb la policia continental i actuï patriòticament.
Després que Jimmy entri a les eleccions com a candidat fort, Lok insta a Kun durant un viatge de pesca a retirar-se de les eleccions, demanant el suport de Kun per al segon mandat de Lok i prometent donar-li suport a Kun en les properes eleccions. Kun contraoferta de convertir-se en copresident amb Lok. Sense fer marxa enrere, gairebé sorgeix un conflicte físic, però els testimonis arriben al lloc dels fets i els dos acorden acabar amb Jimmy primer. Jimmy contracta el sicari Bo, i després fa assassinar Lik després que els ancians de la tríada li informin a Jimmy que Lik és un informant de la policia.
Kun segresta el patrocinador financer de Jimmy, el Sr. Kwok, i l'amaga en un taüt juntament amb Big-Head. Lok amenaça de matar el senyor Kwok si Jimmy no es retira de la carrera, però Jimmy es nega. En Lok amaga el Bastó Cap de Drac, el símbol de l'autoritat del president, a la Xina continental. Quan l'oncle Teng de la tríada li diu a Lok que no es presenti a un segon mandat i prediu l'ascens de Jimmy, Lok assassina personalment l'oncle Teng i envia Jet a assassinar Jimmy. Jet pren com a ostatge la dona d'en Jimmy. Jimmy indica que en Lok està fent servir Jet amb engany, mentre que la dona d'en Jimmy colpeja Jet i escapa. Jet allibera en Jimmy il·lès, que es nega a deixar que Bo mati a Jet.
Jimmy i Bo orquestren el segrest dels tinents de Lok per persuadir-los de matar Lok sense revelar la implicació d'en Jimmy. Es posen d'acord després que Jimmy assassinés personalment un dels tinents de Lok i alimenta els gossos amb les seves restes. Kun intenta assassinar Jimmy, però no ho aconsegueix. Bo rescata el taüt que conté el Sr. Kwok i Big-Head, passant-lo a Jimmy. Kun mata Bo en represàlia. Jimmy passa el taüt a la policia, exposant el segrest de Kun, fent que Kun fugi de Hong Kong. Mentrestant, l'actual fill de Lok s'ha allunyat d'ell, amb un rendiment baix a l'escola i associant-se amb bandes. Lok troba gàngsters exhortant al seu fill, que fuig. Poc després, Lok és assassinat pels seus lloctinents. Després que Jimmy negui haver ordenat la mort de Lok, els ancians de la tríada elegeixen Jimmy com a president, i ell es compromet a deixar el càrrec en dos anys. Més tard, Jimmy rescata Jet d'un atac d'homes armats, però Jet rebutja l'oferta de Jimmy de treballar junts.
Quan Jimmy torna a visitar la Xina continental, el seu negoci legítim està procedint amb l'aprovació de la policia continental. Xi passa a Jimmy el Bastó Cap de Drac, que la policia continental va capturar al subordinat de Lok. Xi indica que la bona relació entre la tríada i la policia continental depèn de que Jimmy actuï com a president fins que pugui transmetre el lideratge als seus futurs fills, ja que la policia continental no vol un líder de la tríada incontrolable i inestable com Lok, mentre que Jimmy ajudaria a mantenir la pau al país. Això devasta Jimmy, perquè volia que ell i els seus fills tinguessin èxit fora de la tríada. Jimmy colpeja repetidament a Xi, que no pren represàlies, en lloc d'agrair Jimmy per la seva futura cooperació. Jimmy enterra el Bastó del Cap de Drac amb l'oncle Teng. La pel·lícula acaba amb la dona de Jimmy que li revela el seu embaràs, deixant que Jimmy reflexioni sobre el futur de la seva família.

## Repartiment
- Louis Koo com Jimmy Lee
- Simon Yam com a Lam Lok
- Nick Cheung com a Jet
- Gordon Lam com a Kun
- Cheung Siu-fai com a So
- Lam Suet com a Big-Head
- Wong Tin-lam com a oncle Teng
- Mark Cheng com a Bo
- Andy On com a Lik
- You Yong com a ajudant del cap de policia Xi
- Alan Chui Chung-San com a Uncle Tank

## Llançament
La pel·lícula no es va estrenar a la Xina continental, a diferència de la primera pel·lícula.

## Recepció

### Festivals
La pel·lícula va aparèixer per primera vegada al Festival Internacional de Cinema de Hong Kong de 2006. Election 2 també es va mostrar a la secció "Fora de competició" (projeccions de mitjanit) al 59è Festival Internacional de Cinema de Canes, on la pel·lícula va ser molt ben rebuda per la crítica internacional. Després, Election 2 es va convertir en un èxit popular al circuit internacional de festivals de cinema.
- Selecció oficial del 59è Festival Internacional de Cinema de Canes (projecció de mitjanit fora de competició)
- Selecció oficial del Festival Internacional de Cinema de Toronto, Festival de Cinema de Nova York, Festival Internacional de Cinema de Busan, XXXIX Festival Internacional de Cinema Fantàstic de Catalunya, Festival Internacional de Cinema de Chicago, Festival Internacional de Cinema de Melbourne, Festival Internacional de Cinema d'Estocolm, Festival de Cinema de Torí, AFI Fest, Tòquio Filmex, Festival Internacional de Cinema de Palm Springs, Festival Internacional de Cinema de Santa Barbara, Festival Internacional de Cinema de Rotterdam, Festival Internacional de Cinema de Mar del Plata, Festival de Cinema de Filadèlfia, Festival Internacional de Cinema d'Indianapolis, Festival Internacional de Cinema de Moscou, Festival Internacional de Cinema de Locarno.

### Distribució a Hong Kong
- Election 2 es va obrir a Hong Kong el 27 d'abril de 2006 i va recaptar uns 13,57 milions de dòlars de Hong Kong al país; van ser inferiors als ingressos de la primera pel·lícula de 15,89 milions de dòlars de Hong Kong, però els 13,57 milions de dòlars de Hong Kong encara eren bastant alts per a una pel·lícula que va rebre una qualificació del Categoria III (restricció de 18+) a Hong Kong.
- La pel·lícula va ser nomenada millor pel·lícula del 2006 als Premis de la Societat de Crítics de Cinema de Hong Kong.
- El 2007, la pel·lícula va ser nominada als següents Premis de Cinema de Hong Kong: Millor pel·lícula, millor director, millor guió, millor actor secundari (Simon Yam) i millor actor secundari (Nick Cheung).

### Distribució mundial
Election 2 es va vendre a més de 21 territoris, incloent Tartan Films per als Estats Units, Optimum Releasing per al Regne Unit, ARP Selection per a França, A-Film Distribution per als Països Baixos, Ripley's Filmper a Itàlia, Avalon Productions per a Espanya, NonStop Entertainment per a Escandinàvia, Maywin Media per a Rússia, Fine Films per al Japó, Hopscotch Films per a Austràlia, California Filmes per al Brasil i 791cine per a Argentina.
El maig de 2006, Tartan Films va adquirir tots els drets de distribució dels Estats Units d'Election 2. Tartan Films va estrenar aquesta pel·lícula als Estats Units amb el nou títol Triad Election el 25 d'abril de 2007. Tot i rebre molt poca promoció, als Estats Units, la pel·lícula encara va tenir la pel·lícula més alta per pantalla taquilla mitjana el cap de setmana que va obrir.

### Recepció crítica
Election 2 va rebre crítiques generalment positives, amb una puntuació del 96% de "Fresca" a Rotten Tomatoes. A més, va ser classificada com una de les millors pel·lícules del 2007 a Metacritic amb una puntuació de 83 sobre 100. Manohla Dargis de The New York Times va escriure que la pel·lícula és un "thriller de gàngsters exemplar"